# Karen Holmgaard
Karen Holmgaard (født 28. januar 1999 i Bording, Danmark) er en dansk fodboldspiller, der spiller for Everton i FA Women's Super League og Danmarks kvindefodboldlandshold, som hun fik debut for i 2018.
Hun har tidligere spillet for Vejle BK, fra 2016 til 2017, indtil skiftet til Fortuna Hjørring. Siden hendes debut for Fortuna Hjørring i 2017, havde hun været en central og bærende spiller, både på holdet og i ligaen. Hun stoppede i klubben i december 2020, til fordel for den tyske storklub Turbine Potsdam, sammen med hendes tvillingesøster Sara Holmgaard.
Hun fik debut på det danske A-landshold d. 21 januar 2019, mod Finland.
Holmgaard blev kåret til Årets kvindelige talent i 2018 af Dansk Boldspil-Union.

## Landsholdsstatistik

### Internationale mål
Danmarks scoringer og resulterer ses først.
| #  | Dato           | Lokation                    | Modstander   | Scoring | Resultat | Turnering             |
| -- | -------------- | --------------------------- | ------------ | ------- | -------- | --------------------- |
| 1. | 12. april 2022 | Energi Viborg Arena, Viborg | Aserbajdsjan | 2–0     | 2–0      | VM-kvalifikation 2023 |

## Privatliv
Hun er tvillingesøster og klubkammerat med Sara Holmgaard. Hun gik på Vejle Idrætsefterskole, fra 2014 til 2016, sammen med hendes søster.

## Meritter

### Fortuna Hjørring
- Elitedivisionen 
  - Guld (2) : 2017-18, 2019-20
  - Sølv (1) : 2018-19
- Sydbank Pokalen 
  - Guld (1) : 2019